# Biola University

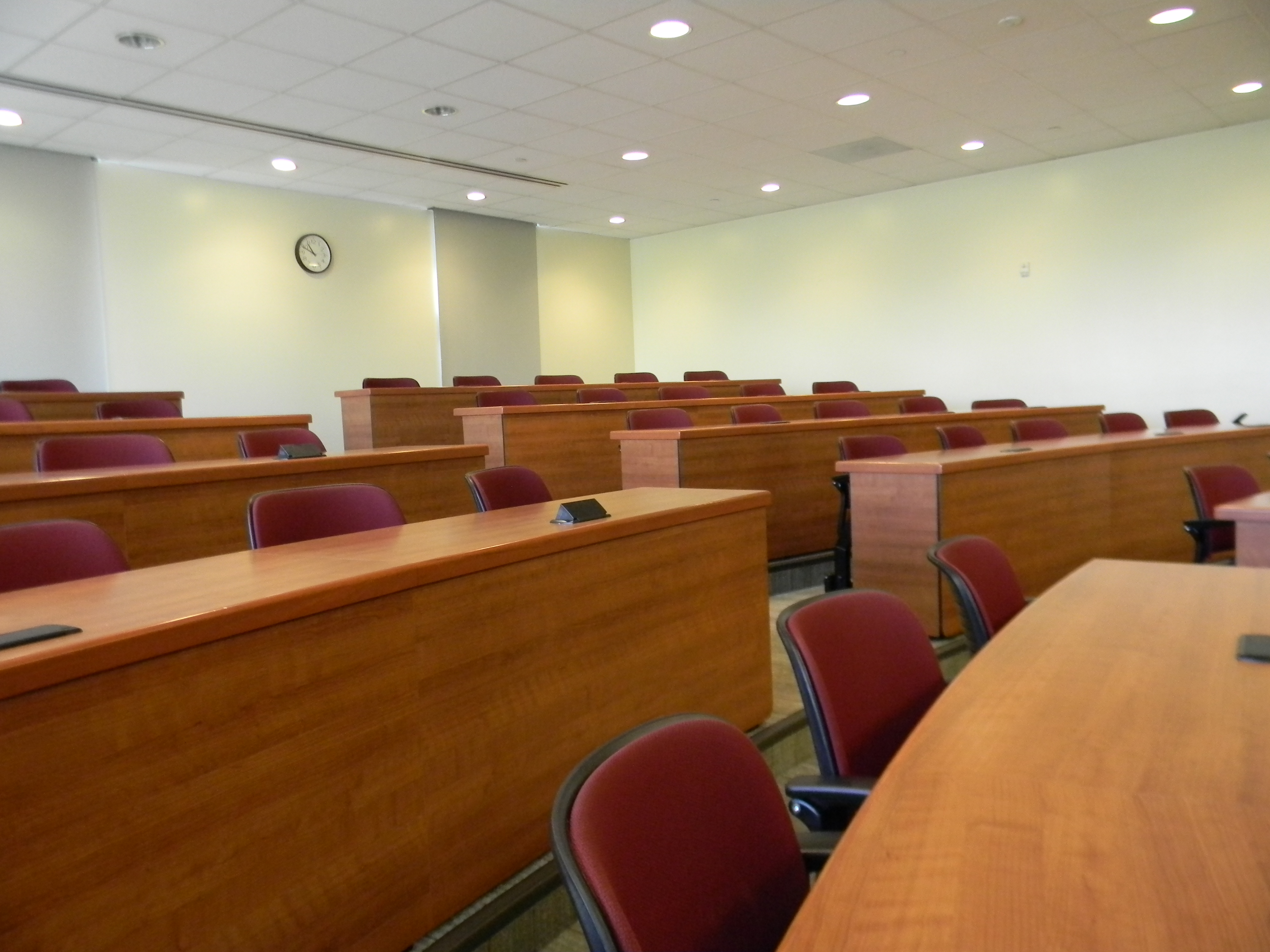
Lesungssaal in der Biola University

Die Biola University ist eine private christliche Hochschule im US-Bundesstaat Kalifornien, die 1908 von Evangelikalen gegründet wurde. Der Name leitet sich von den ersten Buchstaben des Ursprungsnamens Bible Institute of Los Angeles ab. Der Hauptcampus befindet sich heute in der Vorstadt La Mirada. Weitere Standorte der Universität sind in Chino Hills, Inglewood, San Diego und Laguna Hills.

## Geschichte
Die Universität wurde 1908 als Bible Institute of Los Angeles von Lyman Stewart, dem Mitbesitzer der Union Oil Company of California, und dem Pastor Thomas C. Horton gegründet. Im ersten Jahr konnten bereits 540 Seminare durchgeführt werden. 1912 war das Institut so gewachsen, dass der in Amerika bekannte Geistliche Reuben A. Torrey als Lehrer berufen werden konnte. 1913 war die Grundsteinlegung des Institutsgebäudes. Durch die Veröffentlichung The Fundamentals 1910–1915 war das Institut bekannt geworden. Torrey konnte namhafte konservative amerikanische Theologen wie Benjamin B. Warfield gewinnen, um die grundlegenden christlichen Glaubensinhalte in Buchform darzustellen. In fünf Bänden wurden die Jungfrauengeburt Jesu, die Inkarnation Gottes in Jesus Christus, die Gottheit Christi und weitere zentrale Glaubenslehren dargelegt, um sie gegen Kritik, Relativierung und Infragestellung der liberalen Theologen zu verteidigen, die von der historisch-kritischen Methode überzeugt waren.
Unter der Leitung von Louis T. Talbot, der 1932–1935 und 1938–1952 Präsident war, baute die Schule den bisherigen zweijährigen Kurs zum vierjährigen Programmangebot in Theologie, christlicher Erziehung und Kirchenmusik aus. Neu wurde ein Jahresprogramm in Missionsmedizin angeboten. 1952 wurde das Theologische Seminar Talbot gegründet. Unter Samuel H. Sutherland, der 1952 Präsident wurde, wurde 1959 ein Grundstück in La Mirada gekauft. Im gleichen Jahr erhielt das Institut die Zulassung als Biola-Hochschule. In den folgenden Jahren wurden die Lehrpläne in den Bereichen Kunst, Wissenschaft und Berufsbildung, ohne die starke Basis in biblischen Studien zu verlieren. Unter dem sechsten Präsidenten J. Richard Chase wurde 1977 die Rosemead Graduate School of Professional Psychology angegliedert.
1981 wurde aus der Biola-Hochschule die Biola Universität. Sie bestand aus der Schule der Künste und Wissenschaften, Rosemead School of Psychology und Talbot School of Theology. 1982 wurde Clyde Koch siebter Präsident. 1983 wurde die School of Intercultural Studies gegründet, die auf Weltmission spezialisiert war; sie wurde 2009 in Cook-School of Intercultural Studies umbenannt. 1993 kam die School of Business hinzu, die 2007 zur Crowell School of Business wurde. 2007 wurde der achte Präsident Barry H. Corey gewählt.
2015 verfügt Biola University neben einer Theologischen Fakultät über Ausbildungsbereiche in Betriebswirtschaft, Psychologie, Pädagogik und Interkulturelle Studien. Sie bietet heute mehr als 150 akademische Programme auf Bachelor-, Master- und Doktorebene an. Die Universität hatte 475 akademische Mitarbeitende, 4.011 Studierende und 1.308 Nachdiplomstudierende.

### Doctrinal Statement (deutsch: Glaubensbekenntnis)
Seit 1927 bestätigen die Vorstandsmitglieder jährlich das Glaubensbekenntnis der Biola Universität mittels Unterschrift im sogenannten Red Book (deutsch: Rotes Buch). Zu den wesentlichen Lehrsätzen darin gehört neben dem üblichen Inhalt, dass die Bibel das Wort Gottes und auch in Hinblick auf historische Fakten und moralische Lehre unfehlbar sei.

## Präsidenten
- William P. White, 1. Präsident 1929–1932
- Louis T. Talbot, 2. Präsident 1932–1935 und 4. Präsident 1938–1952
- Paul W. Rood, 3. Präsident 1935–1938
- Samuel H. Sutherland, 5. Präsident 1952–1970
- J. Richard Chase, 6. Präsident 1970–1982
- Clyde Koch, 7. Präsident 1982–2007
- Barry H. Corey, 8. Präsident seit 2007

## Bekannte Lehrer und Absolventen
- Arthur T. Pierson (1837–1911), Lehrer, Pastor und Autor
- Reuben A. Torrey (1856–1928), Theologe, Lehrer, Pastor und Autor
- Charles E. Fuller (1887–1968), Pastor, Radioevangelist und Gründer des Fuller Theological Seminary
- John Vernon McGee (1904–1988), presbyterianischer Pastor und Bibellehrer
- Clyde M. Narramore (1916–2015), Psychologe und Gründer der Rosemead Graduate School of Psychology 1970, 1977 in Biola integriert
- Robert Saucy (1930–2015), baptistischer Pastor und systematischer Theologe
- Josh McDowell (* 1939), Evangelist und Gründer eines Missions- und Hilfswerks
- James Porter Moreland (* 1948), Philosoph
- William Lane Craig (* 1949), Theologe und Religionsphilosoph, Professor für Philosophie
- Detlef Krause (* 1952), deutscher evangelischer Pfarrer, Missionar und Direktor der Liebenzeller Mission
- Samuel Pfeifer (* 1952), Schweizer Arzt, Psychologe, Psychotherapeut und Professor an der Evangelischen Hochschule Tabor
- John Sims Townsend (* 1952), Psychologe, Berater und Autor
- Henry Cloud (* 1956), Psychologe, Psychotherapeut und Autor
- Heidi Wayment (* 1956), Basketballspielerin und Psychologieprofessorin
- Markus Philipp Zehnder (* 1964), Schweizer Theologe, Professor für Altes Testament und semitische Sprachen seit 2016
- Mike Coffin (* 1970), Basketballtrainer und ehemaliger -Spieler, ehem. Trainer der Österreichischen Basketballnationalmannschaft
- Christopher Castile (* 1980), Schauspieler und Professor für Politikwissenschaften
- Zach King (* 1990), Filmemacher